# Jezioro Brdowskie
Jezioro Brdowskie – jezioro w Polsce, położone w województwie wielkopolskim, w powiecie kolskim, w gminie Babiak, na Pojezierzu Kujawskim. Przepływa przez nie rzeka Noteć.

## Charakterystyka
Jezioro rynnowe w dorzeczu Noteci, położone 18 km na północny wschód od Koła i 6 km na południe od Izbicy Kujawskiej. Linia brzegowa słabo rozwinięta. Brzegi o zróżnicowanej wysokości, generalnie jednak łagodnie wzniesione. W większości bezleśne, jedynie po stronie północno-wschodniej zalesione. Przy południowo-wschodnim krańcu jeziora leży miejscowość Brdów, w niej kąpieliska.

## Dane morfometryczne
Powierzchnia zwierciadła wody według różnych źródeł wynosi od 190,0 ha przez 194,7 ha i 195 ha do 198,2 ha. Długość jeziora wynosi 4,5 km, szerokość ok. 500 m, a w części południowej 900 m.
Zwierciadło wody położone jest na wysokości 101,6 m n.p.m. lub 100,8 m n.p.m. Średnia głębokość jeziora wynosi 2,5 m lub 2,2 m, natomiast głębokość maksymalna 4,9 m lub 5,0 m,.
Na podstawie badań przeprowadzonych w 2004 roku wody jeziora zaliczono do III klasy czystości i poza kategorią podatności na degradację.

## Ochrona przyrody

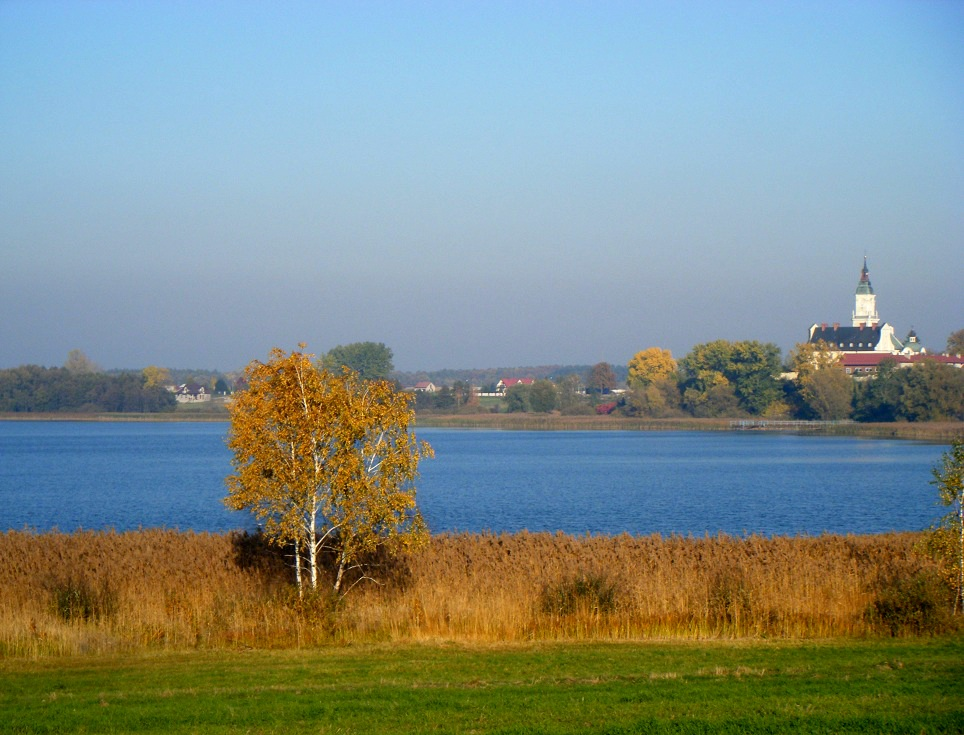
Jezioro Brdowskie, w tle widoczny brdowski klasztor

Przy zachodniej linii brzegowej otaczającej południowy basen jeziora stwierdzono występowanie czterech objętych ochroną prawną gatunków storczyków. Były to: kukułka plamista Dactylorhiza maculata, kukułka szerokolistna Dactylorhiza majalis, kukułka krwista Dactylorhiza incarnata i kruszczyk błotny Epipactis palustris. Gatunki te z wyjątkiem kruszczyka błotnego rosły łanami w Brdowie i Radoszewicach, a ich łączna liczba dochodziła do 400 kwitnących okazów. Epipactis palustris stwierdzono tylko w Brdowie w liczbie kilkudziesięciu kwitnących egzemplarzy. Na jeziorze stwierdzono występowanie grążela żółtego Nuphar lutea.
Nad jeziorem zaobserwowano występowanie 47 gatunków ptaków, w tym 11 gatunków o gniazdowaniu pewnym. Są to: perkoz dwuczuby, gęś gęgawa, kaczka krzyżówka, głowienka zwyczajna, błotniak stawowy, łyska, mewa śmieszka, kwiczoł, trzciniak, remiz i trznadel.